# Trzeci książę
Trzeci książę (cz. Třetí princ) – czechosłowacka baśń filmowa z 1983 w reżyserii Antonína Moskalyka. Scenariusz, napisany przez Otę Hofmana wspólnie z reżyserem, powstał na motywach baśni Karela Jaromíra Erbena.

## Obsada
- Pavel Trávníček jako książę Jaromír / książę Jaroslav
- Libuše Šafránková jako księżniczka Milena / księżniczka z Diamentowej Góry
- Jiří Bartoška jako książę Jindřich
- Luděk Munzar jako król
- Jana Hlaváčová jako królowa
- Zora Jandová jako Týna
- Lucie Zedníčková jako siostra Týny
- Ota Sklenčka jako stary sługa
- Lubomír Kostelka jako kupiec
- Oldřich Velen jako rybak
- Jiří Krytinář

## Opis fabuły
Dwaj książęta Jaromír i Jaroslav są bliźniakami, ale mają jeszcze trzeciego brata Jindřicha, który zaginął w tajemniczych okolicznościach. Bliźniacy kolejno wyprawiają się na jego poszukiwania do Diamentowej Góry.